# バンクーバー博物館
バンクーバー博物館（Museum of Vancouver、MOV）は、カナダのバンクーバーにある博物館。
1894年に市立博物館（The City Museum）として創設され、1968年にカナダ建国100周年を記念し「100周年博物館（Centennial Museum）」として現在の場所に再建された。1981年には現在の名称「バンクーバー博物館（the Vancouver Museum）」と改称。
2008年から博物館の運営内容に再検討が加えられ、その結果として2009年に新生「バンクーバー博物館（Museum of Vancouver、略称：MOV）」として再建された。
博物館の入り口前にあるスチール製のカニのオブジェはジョージ・ノリスがハイダ族の伝承を題材に作ったものである。このオブジェはタイムカプセルにもなっており、博物館の百周年であり、建国二百周年でもある2067年に開く予定になっている。
2階にはマクミラン・スペース・センターがある。